# Alberto Paleari (scrittore)
Alberto Paleari (Rho, 1975) è uno scrittore italiano.

## Biografia
Pubblica i primi racconti su riviste letterarie e in antologie collettive, e nel 2010 è tra i vincitori del premio per racconti inediti Subway-Letteratura.
Sempre nel 2010 esordisce con il romanzo Il colore della vergogna (Todaro Editore), che viene ripubblicato in edicola nel 2014 da Il Sole 24 Ore nella collana "Noir Italia".
Nel 2012 esce per Fandango Libri Saranno infami.
Nel 2013 pubblica L'estro del male (Edizioni e/o), romanzo storico-biografico sulla figura dell'assassino ottocentesco Antonio Boggia, il cosiddetto "Mostro della Stretta Bagnera".

## Opere

### Romanzi
- 2010, Il colore della vergogna, Todaro Editore, pp. 198; seconda edizione 2014, Il Sole 24 Ore, collana "Noir Italia", n° 26, pp. 186
- 2012, Saranno infami, Fandango Libri, pp. 228
- 2013, L'estro del male, Edizioni e/o, pp. 352